# Fisostigmina
Fisostigmina, também conhecido pelo nome comercial Eserina, é um parassimpaticomimético de ação indireta pela ação da inibição da acetilcolinesterase. Foi sintetizado em 1935 pelos químicos Percy Julian e Josef Pik.

## Mecanismo de ação
A fisostigmina é um inibidor da acetilcolinesterase, a enzima responsável pela degradação da acetilcolina. Ao interferir com o metabolismo da acetilcolina, a fisostigmina estimula indiretamente ambos os receptores nicotínicos e muscarínicos, devido ao consequente aumento da acetilcolina disponível nas sinapses.

## Usos
A fisostigmina é indicado para o tratamento de miastenia gravis, glaucoma, mal de Alzheimer e esvaziamento gástrico lento.
Por ser uma amina terciária, ele pode atravessar a barreira hematoencefálica e, deste modo, pode ser usado para o tratamento de intoxicação decorrente de medicamentos como atropina, escopolamina e outras drogas anticolinérgicas.

## Efeitos colaterais
Os possíveis efeitos colaterais incluem depressão e overdose.